# Pietro Anastasi
Pietro Anastasi (7. duben 1948, Katánie, Italské království – 17. leden 2020, Varese, Itálie) byl italský fotbalový útočník. Fanoušky byl přezdíván Petruzzu 'u turcu (sicilsky „Péťa Turek“).
Fotbalovou kariéru začal v Massiminiana, kde po dvou letech odešel již do druholigového Varese. Po jedné sezoně slavil s klubem postup do nejvyšší ligy. Ve své první sezoně v nejvyšší lize vstřelil 11 branek a přitáhl na sebe velkou pozornost velkých klubů. V roce 1968 jej za 650 milionů lir koupil Juventus.  Tento přestup byl do roku 1973 nejdražší na světě. Za první dvě sezony vstřelil 29 branek. Jenže trofeje nepřicházeli. První velký úspěch s Bianconeri zaznamenal v sezoně 1970/71, když došel do finále o Veletržní pohár. V následující sezoně již slavil první titul v lize (1971/72), které poté i obhájil (1972/73) a poslední titul získal o dva roky později (1974/75). Zahrál si i finále poháru PMEZ 1972/73, které ale prohrál 0:1 s Ajaxem. Od roku 1974 hrál s kapitánskou páskou. Jenže nastali neshody s trenérem Parolou i s Bonipertim. V roce 1976 se po osmi sezonách u Bianconeri rozloučil. Odehrál za ně celkem 303 utkání a vstřelil 130 branek. Stal se oblíbencem u fanoušků a od roku 2011 patří mezi 50 osobnostmi, které má ocenění na chodníku slávy u stadionu Juventusu.
Do Interu odešel za jiného střelce. Byl jim Roberto Boninsegna. Do Juventusu poslali i 800 milionů lir. U Nerazzurri odehrál jen dvě sezony s nimž vyhrál jednu trofej a to Italský pohár (1977/78). Ve věku 30 let, v létě roku 1978 odešel hrát do Ascoli. V tomto provinčním klubu pookřál a v sezoně 1979/80 pomohl klubu k 4. místu. V roce 1981 se rozhodl ukončit kariéru v Itálii a na rok odešel do Švýcarského klubu FC Lugano.
V nejvyšší lize odehrál 338 zápasů a vstřelil 105 gólů.

## Hráčská statistika
| Sezóna  | Klub         | Liga             | Liga   | Liga | Ligové poháry | Ligové poháry | Ligové poháry | Kontinentální poháry | Kontinentální poháry | Kontinentální poháry | Celkem | Celkem |
| Sezóna  | Klub         | Soutěž           | Zápasy | Góly | Soutěž        | Zápasy        | Góly          | Soutěž               | Zápasy               | Góly                 | Zápasy | Góly   |
| ------- | ------------ | ---------------- | ------ | ---- | ------------- | ------------- | ------------- | -------------------- | -------------------- | -------------------- | ------ | ------ |
| 1964/65 | Massiminiana | Serie D          | 7      | 1    | IP            | 0             | 0             | -                    | 0                    | 0                    | 7      | 1      |
| 1965/66 | Massiminiana | Serie D          | 31     | 18   | IP            | 0             | 0             | -                    | 0                    | 0                    | 31     | 18     |
| 1966/67 | Varese       | Serie B          | 37     | 6    | IP            | 2             | 1             | -                    | 0                    | 0                    | 39     | 7      |
| 1967/68 | Varese       | Serie A          | 29     | 11   | IP            | 1             | 0             | -                    | 0                    | 0                    | 30     | 11     |
| 1968/69 | Juventus     | Serie A          | 28     | 14   | IP            | 3             | 1             | Vel.P                | 4                    | 0                    | 35     | 15     |
| 1969/70 | Juventus     | Serie A          | 29     | 15   | IP            | 6             | 1             | Vel.P                | 3                    | 2                    | 38     | 18     |
| 1970/71 | Juventus     | Serie A          | 27     | 6    | IP            | 3             | 2             | Vel.P                | 9                    | 10                   | 39     | 18     |
| 1971/72 | Juventus     | Serie A          | 30     | 11   | IP            | 8             | 4             | UEFA                 | 6                    | 3                    | 44     | 18     |
| 1972/73 | Juventus     | Serie A          | 27     | 6    | IP            | 11            | 5             | PMEZ                 | 9                    | 2                    | 47     | 13     |
| 1973/74 | Juventus     | Serie A          | 23     | 16   | IP            | 7             | 7             | PMEZ+Int.P           | 2+1                  | 0                    | 33     | 23     |
| 1974/75 | Juventus     | Serie A          | 25     | 9    | IP            | 10            | 9             | UEFA                 | 9                    | 3                    | 44     | 21     |
| 1975/76 | Juventus     | Serie A          | 16     | 1    | IP            | 3             | 1             | PMEZ                 | 4                    | 2                    | 23     | 4      |
| 1976/77 | Inter        | Serie A          | 27     | 4    | IP            | 8             | 2             | UEFA                 | 2                    | 0                    | 37     | 6      |
| 1977/78 | Inter        | Serie A          | 19     | 3    | IP            | 9             | 4             | UEFA                 | 1                    | 0                    | 29     | 7      |
| 1978/79 | Ascoli       | Serie A          | 24     | 3    | IP            | 4             | 0             | -                    | 0                    | 0                    | 28     | 3      |
| 1979/80 | Ascoli       | Serie A          | 25     | 5    | IP            | 0             | 0             | -                    | 0                    | 0                    | 25     | 5      |
| 1980/81 | Ascoli       | Serie A          | 9      | 1    | IP            | 4             | 0             | -                    | 0                    | 0                    | 13     | 1      |
| 1981/82 | Lugano       | Lega Nazionale B | 14     | 10   | -             | 0             | 0             | -                    | 0                    | 0                    | 14     | 10     |
| Celkem  | Celkem       | Celkem           | 427    | 140  | -             | 75            | 37            | -                    | 50                   | 22                   | 552    | 199    |

## Reprezentační kariéra
S reprezentací debutoval na ME 1968, kde odehrál oba finálové utkání a získal zlatou medaili. Kdyby se nezranil při přípravě, mohl se zúčastnit MS 1970. Na šampionát se dostal 1974. Zde odehrál všechny zápasy a vstřelil jednu branku. Poslední zápas odehrál 26. října 1976 proti Polsku (0:0). Celkem odehrál 25 utkání a vstřelil 8 branek.
| Reprezentace | Rok     | Zápasy             | Zápasy | Zápasy     | Zápasy           | Zápasy           | Zápasy   |
| Reprezentace | Rok     | Fáze turnaje       | Datum  | Soupeř     | Odehraných minut | Vstřelené branky | Výsledek |
| ------------ | ------- | ------------------ | ------ | ---------- | ---------------- | ---------------- | -------- |
| Itálie       | ME 1968 | Finále č.1         | 8. 6.  | Jugoslávie | 120              | 0                | 1:1      |
| Itálie       | ME 1968 | Finále č.2         | 10. 6. | Jugoslávie | 90               | 1                | 2:0      |
| Itálie       | MS 1974 | 1 zápas ve skupině | 15. 6. | Haiti      | 20               | 1                | 3:1      |
| Itálie       | MS 1974 | 2 zápas ve skupině | 19. 6. | Argentina  | 90               | 0                | 1:1      |
| Itálie       | MS 1974 | 3 zápas ve skupině | 23. 6. | Polsko     | 90               | 0                | 1:2      |

## Hráčské úspěchy

### Klubové
- 3× vítěz italské ligy (1971/72, 1972/73, 1974/75)
- 1× vítěz italského poháru (1977/78)

### Reprezentační
- 1× na MS (1974)
- 1× na ME (1968 - zlato)

### Individuální
- nejlepší střelec Veletržního poháru (1970/71)
- nejlepší střelec italského poháru (1974/75)
- člen síně slávy Italského fotbalu (2019)

### Vyznamenání
Stříbrná medaile za atletickou statečnost (1968) 